# Lohan Rautenbach
Lohan Rautenbach (ur. 6 lutego 1986) – południowoafrykański lekkoatleta, który specjalizował się w rzucie oszczepem.
W roku 2004 w Grosseto zdobył srebrny medal mistrzostw świata juniorów. W 2005 roku uczestniczył w seniorskich mistrzostwach świata (nie awansował do finału) oraz w letniej uniwersjadzie (7. miejsce w finale). Trzynasty zawodnik igrzysk wspólnoty narodów (2006). Rekord życiowy: 80,03 (16 kwietnia 2005, Durban).